# Orocrypsona
Orocrypsona is een geslacht van vlinders van de familie echte motten (Tineidae).

## Soorten
- O. periacantha Gozmány, 2004
- O. punctirama Gozmány, 2004
- O. rhypala Gozmány, 2004